# Oddział Partyzancki BCh Czernika
Oddział Partyzancki BCh „Czernika” – oddział partyzancki Batalionów Chłopskich dowodzony przez Stanisława Ordyka utworzony w lutym 1943.

## Historia oddziału
Powstał z rozkazu Narcyza Wiatra komendanta okręgu krakowskiego BCh. Oddział został utworzony jako oddział specjalny pod dowództwem Stanisława Ordyka. Działał na terenie obwodów BCh: tarnobrzeskiego, sandomierskiego i mieleckiego. Oddział składał się z trzech plutonów pod dowództwem: Mariana Kukiołki, Mieczysława Kępińskiego i Jana Sawarskiego. Stanowisko dowódcy drużyny zwiadu oraz zastępcy dowódcy oddziału pełnił Józef Dybus.
Początkowo oddział liczył 10 partyzantów i uzbrojony był w 2 rkmy, 8 karabinów i 4 pistolety. Natomiast w szczytowym okresie rozwoju, czyli w sierpniu 1944 liczył około 120 ludzi uzbrojonych w 14 ręcznych karabinów maszynowych, 130 karabinów, 30 pistoletów maszynowych i 40 pistoletów. Oprócz Polaków w oddziale służyło 4 jeńców z armii radzieckiej i 3 partyzantów z 1 Ukraińskiej Dywizji Partyzanckiej Sidora Kowpaka. Oddział uczestniczył w wielu akcja bojowych. W czasie Operacji lwowsko-sandomierskiej  przeprawił (w celu uchwycenia przyczółka na zachodnim brzegu Wisły) pierwszy oddział radziecki kapitana Dymitra Bobrowa z 13 Armii w okolicach Nagnajowa. Uczestniczył również w dalszych walkach o utrzymanie o przyczółka baranowsko sandomierskiego.
Po zakończeniu działań bojowych oddział został rozformowany, a wielu jego członków, podobnie jak dowódca Stanisław Ordyk, wstąpiło do Wojska Polskiego lub zasiliło szeregi tworzonej Milicji Obywatelskiej.